# Hugo Heermann
Hugo Heermann (Heilbronn, 3 de marzo de 1844 - Merano, 6 de noviembre de 1935) fue un violinista alemán.

## Biografía
Heermann nació en Heilbronn, Reino de Wurtemberg, el 3 de marzo de 1844. Estudió violín con Lambert Joseph Meerts en el Conservatorio Real de Bruselas, y más tarde con Joseph Joachim. Desde 1864 vivió en Fráncfort del Meno, donde enseñó violín desde 1878 hasta 1904 en el Conservatorio Hoch. Fue el primer violín con Hugo Becker, Fritz Bassermann y Adolf Rebner en el Museums-Quartett (también llamado Heermann-Quartett y Frankfurter Quartett). Entre 1906 y 1909 enseñó en el Chicago Musical College, en 1911 en el Conservatorio Stern de Berlín y en 1912 en el Conservatorio de Música de Ginebra. En 1909 y 1910 fue brevemente integrante del trío de música Das Holländische, que se transformó más adelante en el cuarteto de cuerdas de Heermann-van Lier. Se desempeñó como concertino de la Orquesta Sinfónica de Cincinnati a partir del año 1909; fue sucedido en ese puesto por su hijo Emil Heermann. Tiene la distinción de haber sido el primero en tocar el Concierto para violín de Brahms en París, Nueva York y Australia. Después de su jubilación en 1922, vivió principalmente en la localidad italiana de Merano, donde falleció a la edad de 91 años, el 6 de noviembre de 1935.

## Publicaciones
- Bériot, Charles Auguste (Hugo Heermann, ed.) (1896): École transcendentale du violon. París.
- Heermann, Hugo (1935): Meine Lebenserinnerungen. Leipzig.